# (7750) McEwen
(7750) McEwen est un astéroïde de la ceinture principale.

## Description
(7750) McEwen est un astéroïde de la ceinture principale. Il fut découvert le 18 août 1988 à l'Observatoire Palomar par Carolyn S. Shoemaker et Eugene M. Shoemaker. Il présente une orbite caractérisée par un demi-grand axe de 2,76 UA, une excentricité de 0,37 et une inclinaison de 15,9° par rapport à l'écliptique.

## Compléments